# Niccolò Cabeo
Niccolò Cabeo (Ferrara, 26 februari 1586 – Genua, 30 juni 1650) was een Italiaans jezuïtisch geestelijke en natuurfilosoof.

## Biografie
Cabeo werd tot 1602 opgeleid aan een Jezuïetenschool in Parma. De twee jaar daarop bracht hij door in Padua en van 1606 tot 1607 studeerde hij in Piacenza voordat hij de resterende drie jaar zijn studie filosofie afrondde in Parma. Vervolgens studeerde hij van 1612 tot 1616 theologie in Parma.
Een tijdje lang onderwees hij theologie en wiskunde in Parma om in 1622 prediker te worden in verschillende Italiaanse steden. Van de hertogen van Mantua en van Este in Ferrara verkreeg hij beschermheerschap. Uiteindelijk keerde hij terug naar de Jezuïetenschool in Genua, waar hij wiskunde onderwees.

## Prestaties

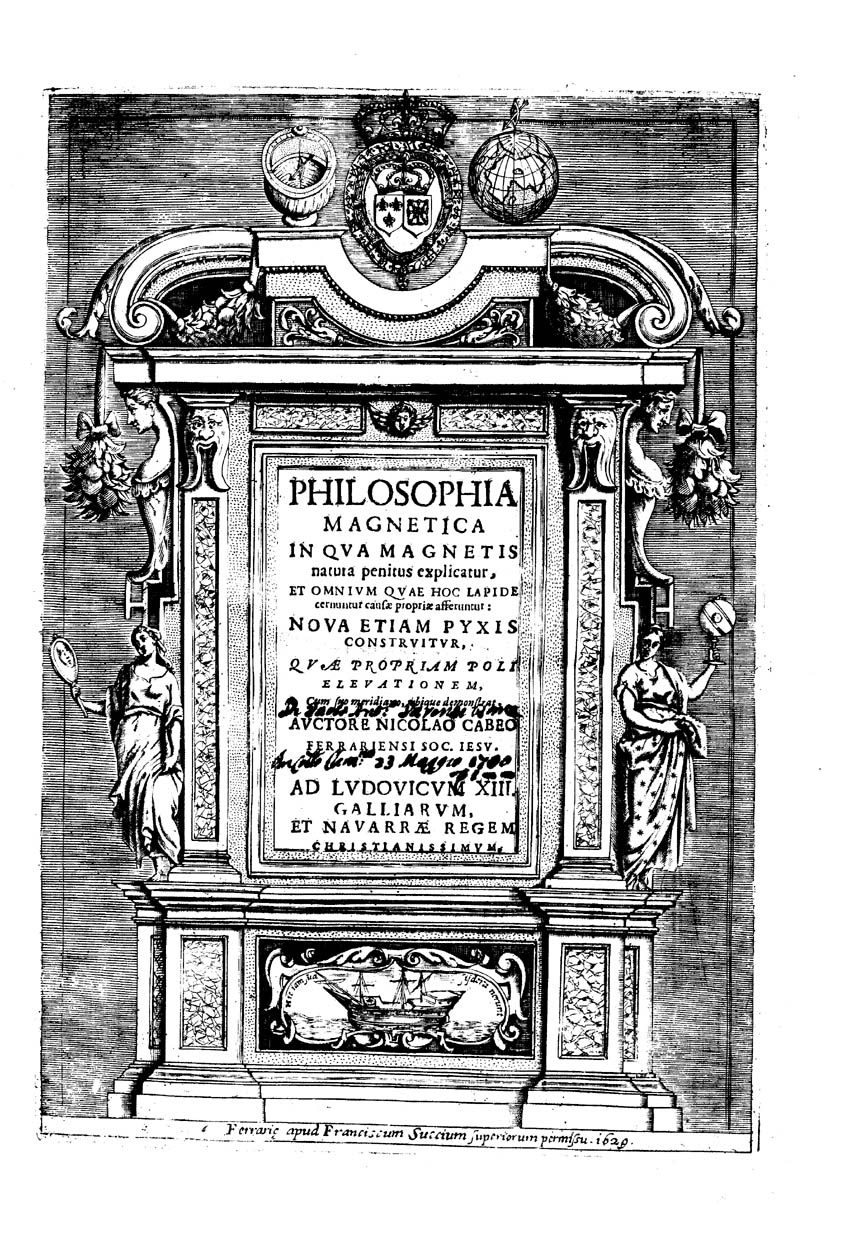
Philosophia magnetica, 1629

Cabeo wordt deels herinnerd vanwege zijn samenwerking met Italiaan Giovanni Battista Baliani, die experimenteerde met vallende lichamen. Cabeo beschreef Baliani's experimenten, waarbij hij noteerde dat twee verschillende lichamen in dezelfde tijd vallen ongeacht het soort materiaal. Tevens voerde hij proeven uit met slingers.
Rond 1620 voerde Cabeo experimenten uit met lichamen die door wrijving elektrisch geladen waren gemaakt. Hierbij merkte hij iets opmerkelijks op. Hij zag dat een geëlektriseerde glazenstaaf metaalvijlsel eerst aantrekt, maar na aanraking weer afstoot. Hij stelde vast dat – naast een elektrisch aantrekkende kracht – er ook een tegenovergestelde afstotende elektrische kracht bestaat, zonder echt te begrijpen wat de oorzaak van deze kracht was. 
Na Gilberts De Magnete was zijn Philosophia magnetica het tweede Latijnse werk gepubliceerd over elektriciteit en magnetisme. Cabeo ging hierbij uit van een onbeweeglijke aarde en accepteerde niet de verklaring van Gilbert dat haar beweging de oorzaak was van het aardmagnetisch veld.

## Werken
- Philosophia magnetica (1629)
- In quatuor libros metreologicorum Aristotelis commentaria (1646)

## Trivia
- De zuidelijke maankrater Cabeus is naar hem vernoemd. In oktober 2009 ontdekte het LCROSS-project de aanwezigheid van water in deze krater.

- Biblioteca Nacional de España: XX870995
- Bibliothèque nationale de France: cb124596318 (data)
- Gemeinsame Normdatei: 124652794
- International Standard Name Identifier: 0000 0001 2027 7283
- Library of Congress Control Number: no2011084262
- Nationale Bibliotheek van Tsjechië: ola2009481254
- Nederlandse Thesaurus van Auteursnamen: 241724945
- Istituto Centrale per il Catalogo Unico: UFIV071993
- Virtual International Authority File: 67405010
- WorldCat: E39PBJdmpwfmf8J96fFrGcg3Qq